# Дамаскин Студит
Дамаскин Студит је грчки свештеник и научник из 16. века, проглашен за свеца од стране Грчке православне цркве 2013. године. Дамаскин је био плодан писац, првенствено познат по својим учењима. . Рад Дамаскиан Студит доводи до развоја тзв дамаскинске литературе и снажно утиче на бугарске и осталим словенским културе.
Дамаскин је рођен око 1520. године у Солуну. Уобичајено се сматра да је као млад отишао у Цариград где је око 1546. ступио у Студиискии манастир, по чему је и назван Студит. Као ђакон, пстудирао је познату Патриајаршијску академију.
Аутор је бројних теолошких списа на народном језику, који се назива дамаскинска литература.
Дамаскин Студит је умро 1577. године.
26. новембра 2013 Грчка православна црква канонизовала је Дамаскина Студита заједно са Акакијем Литиским и Рендинским и одредио датум за њихово помињање 27. новембар.